# Гидра обыкновенная
Гидра обыкновенная, или гидра бурая, или гидра бесстебельная (лат. Hydra vulgaris) — небольшой представитель пресноводных гидроидных.

## Строение и передвижение
Гидры обыкновенные имеют от 4 до 12 щупалец, которые выступают из района ткани около рта.
Гидры — хищники. Они питаются таким образом: их щупальца вытягиваются, и они ожидают добычу. Когда потенциальная добыча касается щупалец, её поражают стрекательные клетки гидры. Затем гидра поглощает и переваривает добычу. Все, что не может быть переварено, выходит через то же ротовое отверстие.
Как и другие гидры, гидра обыкновенная прикрепляется к субстрату так называемой «подошвой». Чтобы передвинуться, иногда гидра изменяет положение тела, присоединяется щупальцами к другому месту субстрата, затем отсоединяет подошву и прикрепляет к ещё одному месту субстрата, а затем становится в своё обыкновенное положение.

## Гидра обыкновенная как модельный организм
Гидра обыкновенная, как и другие гидры, часто используется как модельный организм, потому что за ними легко ухаживать, они требуют минимального ухода и относительно быстро размножаются. Кроме того, гидры не подвержены старению. Это делает их биологически бессмертными. Они не умирают от старости, но умирают от болезней или в случае, если их съедают.

## Размножение и регенерация
Воспроизведение гидры обыкновенной может произойти по трём направлениям — бесполое размножение, половое размножение и регенерация.
Бесполое размножение гидры обыкновенной происходит при благоприятных условиях. На стенке тела гидры образуются выпячивания. Это — новые особи гидр. Они постепенно развиваются, затем отделяются от материнской особи гидры и живут самостоятельно. Гидры используют этот вид размножения чаще, потому что это куда проще, а в результате особей гидр создаётся больше.
Половое размножение же происходит во время неблагоприятных для гидры обыкновенной условиях, например, осенью. На телах гидр образуются пупырышки. В них созревают мужские (сперматозоиды) и женские (яйцеклетки) половые клетки. Среди гидр есть гермафродиты и есть раздельнополые. Вид гидра обыкновенная — гермафродит, и в её теле созревают оба вида половых клеток. Затем сперматозоиды выходят в воду и оплодотворяют яйцеклетки. Вокруг оплодотворенной яйцеклетки образуется защитная оболочка, благодаря которой зародыш защитится от неблагоприятных условий. Затем оплодотворенные яйцеклетки делятся. При наступлении благоприятных условий новая особь гидры обыкновенной выходит из оболочки.
Третий вид размножения — регенерация. Благодаря промежуточным клеткам каждая часть тела, если в ней есть хотя бы одна промежуточная клетка, может образовать новую гидру.